# Macron (kleding)
Macron S.p.A. is een Italiaans sportkledingsmerk. Hun hoofdvestiging ligt in de municipio Crespellano van de gemeente Valsamoggia in de metropolitane stad Bologna in Italië.

## Macron Stadium

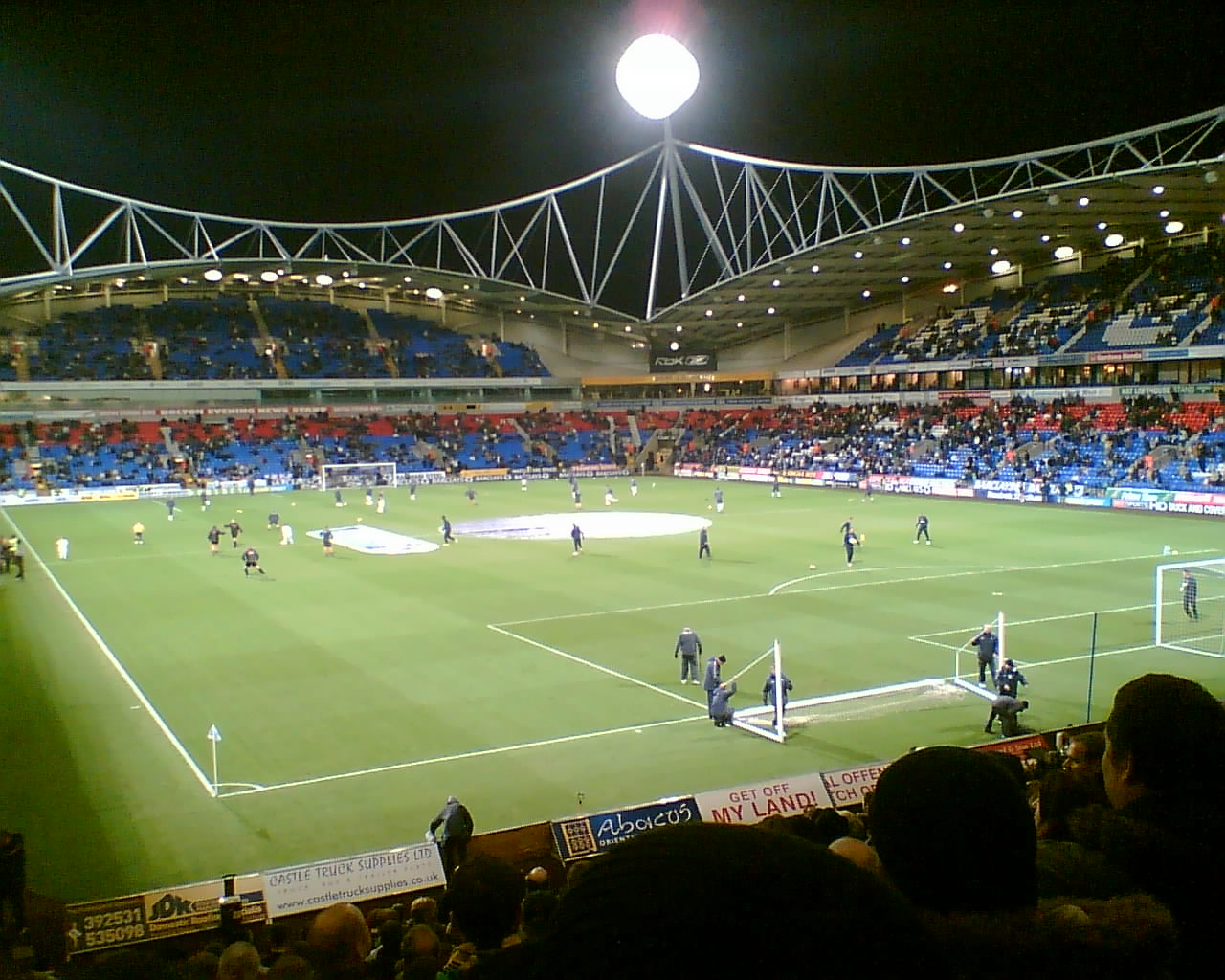
Macron stadion

In 2014 tekende Macron een 4-jarige overeenkomst met de Engelse voetbalclub Bolton Wanderers over de rechten van de naam van het stadion van Bolton, dus tot 2018 noemde het officieel Macron Stadium. Macron verving Reebok als sponsor, waardoor sinds 2014 ook de tenues van de club door Macron gemaakt worden.

## Kledingleverancier
De volgende teams dragen anno 2025 Macron:

### Voetbal[1]

##### Nationaal elftal
Tussen 2018 en 2021 had Macron met 12 nationale elftallen een sponsordeal, maar in 2021 werd de sponsoring van veel van deze landen overgenomen door Erreà.
- Albanië
- Armenië
- Slowakije
- Suriname

##### Europese clubs anno 2025
Verder is bijzonder dat alle teams in de Canadian Premier League kleding van Macron dragen.
- HŠK Zrinjski Mostar
- CSKA Sofia
- Omonia Nicosia
- Aalborg BK
- Hannover 96
- Karlsruher SC
- Arminia Bielefeld
- Crystal Palace
- Oxford United FC
- Sheffield Wednesday FC
- Stoke City
- Bolton Wanderers
- Blackburn Rovers FC
- West Bromwich Albion FC
- AJ Auxerre
- FC Nantes
- PAOK Saloniki
- Ferencvárosi TC
- Shamrock Rovers FC
- Udinese
- UC Sampdoria
- Bologna
- FC Drita
- Hajduk Split
- FC Eindhoven
- Sc Heerenveen
- Austria Wien
- Lech Poznań
- Sporting Lissabon
- Vitória SC
- Motherwell FC
- St. Johnstone FC
- Rode Ster Belgrado
- Cádiz CF
- Levante UD
- Real Sociedad
- CA Osasuna
- FC Viktoria Pilsen
- Wrexham AFC
- FC Basel

### Basketbal

##### Clubteams
- Donar